# Яснопромінське
Яснопро́мінське — село в Україні, у Міловській селищній громаді Старобільського району Луганської області. Населення становить 22 осіб.

## Населення
За даними перепису 2001 року населення села становило 22 особи, з них усі 100% зазначили рідною мову українську.